# Cochylis nana
Cochylis nana là một loài bướm đêm thuộc họ Tortricidae. Loài này có ở châu Âu, Amur Oblast và Nova Scotia.
Sải cánh dài 9–12 mm. The moth gặp ở giữa tháng 4 đến giữa tháng 6. .
Ấu trùng ăn birch.